# David Seidelin Birch
David Seidelin Birch (19. september 1780 i Haagerup ved Brahetrolleborg- 26. Juni 1854 på Stevns) var en dansk præst, søn af dr.theol. Carl Christian Laurentius Birch.

## Liv og virke
Han blev student i 1797 og teologisk kandidat i 1802. Der efter var han huslærer hos Grev C.D. Reventlow på Christianssæde og blev i 1805 vicepastor i Vesterborg og Birket på Lolland hos biskop Boisen og lærer ved hans seminarium. Her giftede han sig i 1806 med Nicoline Charlotte Qvistgaard (født 1784, død 1851), datter af institutbestyrer Nicolay Qvistgaard. 
Han forflyttedes 1812 til Nørre Aaby og Indslev på Fyn og blev 1829 provst for Baag og Vends Herreder. Endelig blev han 1837 sognepræst for Store Heddinge og Højrup på Stevns, hvor han virkede til sin død.

## Medlem af stænderforsamlingerne
Han var kongevalgt medlem af stænderforsamlingerne i Roskilde 1835-1836 og 1838-1840. I den første af disse foreslog han en forbedring af skolelærernes løn, som han ikke antog kunne sættes højere end til 82 rigsdaler årlig i gennemsnit, og androg på indførsel af en ny matrikel. I den anden var han blandt andet medlem af komiteen over det af Lindberg gennem Tage Algreen-Ussing indbragte forslag om præstefrihed og sognebåndsløsning 1838, hvor han efter Mynsters sigende "ikke vidste, hvad han ville", da han var stillet mellem Mynster og Tillisch på den ene og Treschow og Ussing på den anden side.

## Forfatterskab
Størst betydning fik han som forfatter af en læsebog for almueskolen, Naturen, Mennesket og Borgeren, der udkom fra 1821-1854 i 13 oplag og brugtes så godt som i alle skoler, indtil den efterhånden afløstes af Peder Hjorts Børneven.